# Josina van Aerssen
Josina Anna Petronella van Aerssen, som gift van Boetzelaer, född 3 januari 1733 i Haag, död 3 september 1797 i IJsselstein, var en holländsk kompositör och målare. Hon var dotter till Cornelis van Aerssen och Anna Albertina van Schagen Beijeren, samt gift 1768 med militären baron Carel van Boetzelaer.
van Aerssen tillhörde hovet vid ståthållardynastin av Oranien och var hovdam åt Anna av England, gift med Nederländernas ståthållare Vilhelm IV av Oranien. Hon närvarade vid bröllopet mellan Caroline av Oranien och Charles Christian av Nassau-Weilburg. Vid hovet närvarade hon vid många musikföreställningar, 1765 vid en av Mozart, medverkade möjligen som amatörkompositiör vid hovet och var elev till Francesco Pasquale Ricci (1732–1817), hovviolinist 1764–80. Hon var också amatörporträttmålare, med ett porträtt av prinsessan Caroline. 
1780 publicerade hon flera kompositioner. De var inspirerade av den italienska musiken och anses unik för Nederländerna. Hon fanns redan 1790 upptagen i Gerbers lexikon. 